# HD 147513 b

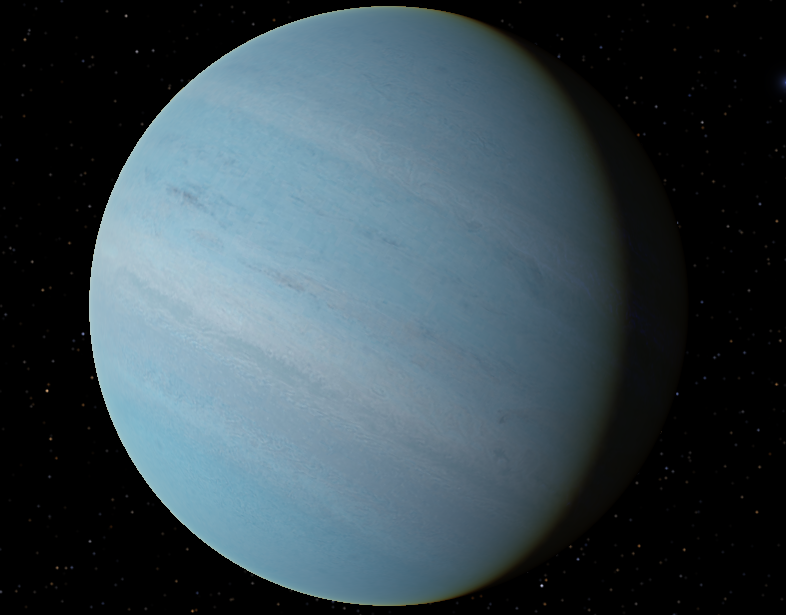

HD 147513 b는 전갈자리 방향으로 지구로부터 약 42 광년 떨어진 곳에 있는 외계 행성이다. 이 행성의 최소 질량은 목성보다 21퍼센트 더 무겁다. 다만 목성과는 달리 b는 항성에 가까이 있으며 그 거리는 태양~지구 간격의 132 퍼센트 정도이다. 공전 궤도는 이심률이 심한데, 근일점에서는 태양~지구 거리보다 가까워졌다가 원일점에서는 화성 궤도 뒤까지 떨어진다.